# Saltabarranca (kommun)
Saltabarranca är en kommun i Mexiko.   Den ligger i delstaten Veracruz, i den sydöstra delen av landet, 400 km öster om huvudstaden Mexico City. Antalet invånare är 4 835. Arean är 91 kvadratkilometer.
Terrängen i Saltabarranca är mycket platt.
Följande samhällen finns i Saltabarranca:
- Saltabarranca
- Carlos Huerta Nájera
- Boca de la Sierra